# Michael Heinze (Politiker)
Michael Heinze (* 1956 in Halle (Saale); † 12. März 2024) war ein deutscher Politiker (Die Linke) und inoffizieller Mitarbeiter der DDR-Staatssicherheit. Er amtierte von 2004 bis 2009 als Bürgermeister von Schönberg, ehe er wegen falscher Angaben zu seiner Stasi-Vergangenheit seines Amtes enthoben wurde. Seine Absetzung führte zu einer Diskussion über den Umgang mit ehemaligen Mitarbeitern des Ministeriums für Staatssicherheit (MfS) in öffentlichen Ämtern. Von Februar 2012 bis zur Abwahl im Mai 2014 übte er nach mehreren gerichtlichen Entscheidungen sein Amt als Bürgermeister von Schönberg wieder aus.

## Leben
1975 trat Heinze dem Grenzkommando Nord Stendal der DDR-Grenztruppen bei. Ab 1978 war er zunächst als Zugführer einer Grenzkompanie bei Salzwedel, ab 1980 als Kompaniechef in Henningen (heute ein Ortsteil von Salzwedel) tätig. Später wechselte er zum Grenzregiment 24 und besuchte zwischen 1983 und 1986 die Militärakademie der NVA in Dresden. Anschließend wurde er Stabsoffizier im Regimentsstab und stellvertretender Stabschef des Grenzregiments 24. 1988 erfolgte seine Versetzung zum Grenzregiment 6 nach Schönberg, wo er als Stellvertreter des Kommandeurs und Stabschef tätig war. Zuletzt war er als Major Kommandeur des zu bildenden Grenzkreiskommandos Grevesmühlen-Gadebusch in Schönberg. Als IM „Richard“ war er nach eigenen Angaben von 1988 bis 1989 für das MfS tätig.
2004 wurde Heinze mit knapp 55 Prozent der Stimmen zum Schönberger Bürgermeister gewählt. Vor seiner Ernennung musste er ein Formblatt ausfüllen, auf dem unter anderem zu erklären war, ob er für die Staatssicherheit gearbeitet hat. Diese Frage beantwortete Heinze nicht. Als er um Klärung gebeten wurde, behielt er den Fragebogen ein, wurde aber dennoch entgegen den gesetzlichen Bestimmungen zum Bürgermeister ernannt. Später gab er an, er habe im Stillen darauf gehofft, dass die rot-rote Landesregierung Mecklenburg-Vorpommerns die Regelüberprüfungen auf MfS-Tätigkeit einstellen würde. Nach eigener Aussage habe er zudem 2005 seine Stasi-Tätigkeit öffentlich gemacht. Bei den Kommunalwahlen am 7. Juni 2009 wurde Heinze mit 72 Prozent der Stimmen in seinem Amt bestätigt (bei einer Wahlbeteiligung von 32 Prozent). Kurz zuvor hatte der Nordwestmecklenburgische Kreispräsident Ulrich Born (CDU) in einer öffentlichen Sitzung des Kreistages die Zusammenarbeit Heinzes mit der Staatssicherheit bekannt gegeben. Der seit 2004 in Schönberg wohnende Künstler Helmut Preller erhob Einspruch gegen die Gültigkeit der Wahl. Am 6. Juli 2009 wurde nach Einsicht in die Wahlunterlagen von 2004 und die Aussagen des leitenden Verwaltungsbeamten nachgewiesen, dass Heinze seine IM-Tätigkeit verschwiegen hatte. Heinze wurde damit eine „arglistige Täuschung“ durch Verschweigen seiner Tätigkeit für das ehemalige Ministerium für Staatssicherheit der DDR nachgewiesen. Am 14. Juni 2009 wurde deshalb von der Stadtvertretung von Schönberg die Rücknahme seiner Ernennung zum Ehrenbeamten beschlossen. Seitdem leitet der stellvertretende Bürgermeister Jörn Stange (SPD) die Amtsgeschäfte von Schönberg.
Während der Sitzung kam es zu Protesten von Schönberger Bürgern, die seine Absetzung mit Hinblick auf die hohe Zustimmung bei der Wahl als undemokratisch kritisierten. So sei die Amtsenthebung nicht wegen Kritik an seiner Arbeit, sondern vielmehr aus machtpolitischen Gründen zustande gekommen.
Für die Opposition hingegen ist Heinze als Bürgermeister nicht länger tragbar. Sie sehen seine Wahl als Beleg dafür, dass die Stasi in dem Ort, in dem einst die Hälfte der Einwohner für die Grenztruppen arbeitete, auch 20 Jahre nach der Wende weiter wirkt. So wurde auf eine Wandzeitung des Einspruchsführers Preller, der anhand des Schicksals eines an der Grenze getöteten Schülers über die Problematik Heinzes informieren wollte, ein Aufkleber mit der Aufschrift „Isolieren? Aber richtig!“ angebracht, womit im Stasijargon die Internierung Andersdenkender gemeint ist. Der Vorfall ist inzwischen bei der Polizei aktenkundig und auch dem Innenministerium in Mecklenburg-Vorpommern bekannt. Im Januar 2010 riefen Heinze-Anhänger bei einer Lesung des Historikers Roman Grafe in Schönberg die Polizei und zeigten den Autor wegen Beleidigung des Ex-Bürgermeisters an.
2011 erklärte das Verwaltungsgericht Schwerin das Verfahren, das zur Amtsenthebung Heinzes geführt hatte, für ungültig. Die Landesbeauftragte für die Stasi-Unterlagen Marita Pagels-Heineking bezeichnete das Urteil als „Schlag ins Gesicht der Opfer der SED-Diktatur.“ Die Stadtvertretung und der amtierende Bürgermeister Lutz Götze legten Berufung beim Oberverwaltungsgericht in Greifswald ein. Diese wurde im Januar 2012 abgewiesen. Am 16. Februar 2012 wurde er erneut als Bürgermeister vereidigt. Auch wurde ihm die Aufwandsentschädigung als ehrenamtlicher Bürgermeister rückwirkend seit 2009 ausgezahlt. Bei der Bürgermeisterwahl am 25. Mai 2014 unterlag Michael Heinze mit 46 % dem parteilosen Kandidaten Lutz Götze.